# Niklas Nilsson
Niklas Nilsson, född 26 juli 2003, är en svensk ishockeyspelare som spelar för Nybro Vikings IF i Hockeyallsvenskan. Hans moderklubb är Guldsmedshytte SK som han spelade med som ungdom och junior till han 2019 värvades till Örebro HK:s J18-lag. Nilsson spelade sedan med Örebro även som J20 och fick göra debut i SHL säsongen 2021/22. Efter två säsonger med matcher i SHL, mot slutet på rookiekontrakt samtidigt som han spelade med J20-laget, så lånades han ut till Nybro Vikings IF för spel i Hockeyallsvenskan inför säsongen 2023/24. I slutet av säsongen tog Örebro hem honom igen och de två följande säsongerna seplade han med Örebro.